# 朝長正軌
朝長 正軌(ともなが まさのり、1908年3月30日 - 1999年10月21日）は、日本の経営者。JCB社長を務めた。長崎県出身。

## 経歴
1933年に慶應義塾大学経済学部を卒業し、同年に三和銀行に入行。1962年11月に取締役に就任し、1964年11月に常務を経て、1967年11月に専務に就任。1970年7月にJCB社長に就任し、1981年2月から相談役を務めた。
1999年10月21日心不全のために死去。91歳没。
妻は、全日本テニス選手権の女子ダブルスで優勝（1948、49、51 - 55年）した、テニス選手の朝長慶子。